# 大谷俊夫
大谷 俊夫（おおたに としお、1907年 - 没年不詳）は、日本の映画監督、脚本家、映画プロデューサー、元俳優である。当初のキャリアは水谷 登志夫（みずたに としお）名義で、監督、俳優としてスタートした。
　

## 人物・来歴
1907年（明治40年）、広島県呉市に生まれる。旧制・神戸第二中学校（現・兵庫県立兵庫高等学校）卒。1923年（大正12年）、子爵家の長男、23歳の小笠原明峰が京都に設立した小笠原プロダクションに参加、翌1924年（大正13年）、水谷 登志夫名義で『風船売りの小母さん』（短編）を自らのオリジナル脚本で監督し、デビューしている。同プロダクションでは、同作以降は俳優として、1926年（大正15年）の同社の解散まで4本に出演した。
1933年（昭和8年）、日活太秦撮影所で、八田尚之のオリジナル脚本で、杉狂児主演の『お前とならば』を大谷 俊夫名義で監督し、同年5月25日に同作は公開された。翌1934年（昭和9年）、現代劇の多摩川撮影所移転で同撮影所に異動し、同じく八田脚本・杉主演の『夫を想へば』を監督、同年5月31日、同作が公開された。1936年（昭和11年）、中野実の小説の映画化『細君三日天下』を杉主演で監督している。

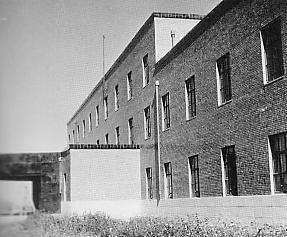
満洲映画協会

翌1937年（昭和12年）、ピー・シー・エル映画製作所（P.C.L.）に移籍、同年1月14日に公開された秋田実原作のコメディ映画『心臓が強い』を横山エンタツ・花菱アチャコ主演で監督している。同年、P.C.L.は合併して東宝映画となり、P.C.L.撮影所は東宝映画東京撮影所（現在の東宝スタジオ）となるが、大谷は同社に残留、永見柳二・伊馬鵜平脚本のコメディ『牛づれ超特急』を藤原釜足主演に監督、同作は同年11月3日に公開された。多くの喜劇で名を上げた。ヘラヘラ笑うところから「ヘラ監」というアダ名がついた。
1938年（昭和13年）11月3日公開の岸井明主演の映画『虹に立つ丘』を監督したのを最後に、東宝を去り、満洲映画協会に参加するため満洲国（現在の中国東北部）にわたる。満映では、1945年（昭和20年）の解散までに、11本を監督し、うち2本の脚本を書き、王心斎監督作『玉堂春』（1941年）をプロデュースした。
満洲からの引き上げ後、東京練馬の太泉映画（現在の東映東京撮影所）で、1950年（昭和25年）、『細君三日天下』を『オオ!! 細君三日天下』として、花菱アチャコを主演、三木鶏郎グループを客演にしてセルフリメイクした。同社での次作、淀橋太郎脚本、柳家金語楼、横山エンタツ、花菱アチャコ、堺駿二出演による、同年7月18日公開の映画『突貫裸天国』を監督。その後、東京都映画協会で演出した後フリーとなり、短編の文化宣伝映画を撮った。

## おもなフィルモグラフィ

### 小笠原プロダクション
水谷登志夫名義
- 『風船売りの小母さん』（原作・脚本・監督）、1924年
- 『泥棒日記』（出演）、原作・脚本小笠原明峰、監督三善英芳、1924年 - ツルリ権兵衛役
- 『海賊島』（出演）、原作・脚本・監督小笠原明峰、1924年11月22日 - 悪戯小僧（海賊の児分）役
- 『天馬嘶く』（出演）、脚本小笠原明峰、監督三善英芳、1925年4月30日 - ハルピンの松役
- 『我れは海の子』（出演）、原作水島あやめ、脚色小笠原明峰、監督小笠原明峰・三好英芳、1926年11月26日 - かいさん（孤児）役

### 日活撮影所
大谷俊夫名義
- 『お前とならば』（監督）、原作・脚本八田尚之、主演杉狂児、日活太秦撮影所、1933年5月25日
- 『夫を想へば』（監督）、原作・脚本八田尚之、主演杉狂児、日活多摩川撮影所、1934年5月31日
- 『のぞかれた花嫁』（監督）、脚本小国英雄、主演杉狂児、主題歌『二人は若い』、日活多摩川撮影所、1935年10月14日
- 『からくり歌劇』（監督）、原作サトウ・ハチロー、音楽・出演古賀政男、主演岸井明、日活多摩川撮影所、1936年10月24日
- 『細君三日天下』（監督）、原作中野実、主演杉狂児、日活多摩川撮影所、1936年

### ピー・シー・エル映画製作所
- 『心臓が強い』（監督）、原作秋田実、主演横山エンタツ・花菱アチャコ、1937年1月14日
- 『日本女性読本』（監督）、原作菊池寛、脚本江口又吉・小崎政房・永見柳二、共同監督山本嘉次郎・木村荘十二、1937年5月21日

### 東宝映画東京撮影所
- 『牛づれ超特急』（監督）、脚本永見柳二・伊馬鵜平、主演藤原釜足、東宝映画東京撮影所、1937年11月3日
- 『でかんしょ侍』（監督）、脚本山本嘉次郎、1938年1月14日
- 『エノケンの風来坊』（監督）、原作山本嘉次郎、1938年3月24日
- 『虹に立つ丘』（監督）、主演岸井明、東宝映画東京撮影所、1938年11月3日

### 満洲映画協会
- 『冤魂復仇』（監督）、出演李香蘭、1939年
- 『東遊記』(監督)、出演李香蘭、1939年（東宝による日本公開は40年）
- 『玉堂春』（プロデュース）、監督王心斎、1941年

### 太泉映画
- 『オオ!! 細君三日天下』（監督）、原作中野実、脚本小崎政房、主演花菱アチャコ、客演三木鶏郎グループ、太泉映画 / 東京映画配給、1950年4月2日 - 『細君三日天下』セルフリメイク
- 『突貫裸天国』（監督）、淀橋太郎脚本、出演柳家金語楼、横山エンタツ、花菱アチャコ、堺駿二、太泉映画 / 東京映画配給、1950年7月18日
- 『ストリップ東京』（監督・脚本）、主演ヒロセ元美、銀星プロダクション / 東京映画配給、1950年

## 註
1. 1 2 3 4 5 6  #風土記[1986], p.528.
2. 1 2  #大百科[1982], p.134.
3. 1 2  #外部リンク欄の日本映画データベース「水谷登志夫」の項のリンク先の記述を参照。二重リンクを省く。
4. 1 2 3 4 5 6 7 8 9  #外部リンク欄の日本映画データベース「大谷俊夫」の項のリンク先の記述を参照。二重リンクを省く。